# Ralph Gibson
Pour l’article homonyme, voir Gibson.
 (septembre 2020).
Si vous disposez d'ouvrages ou d'articles de référence ou si vous connaissez des sites web de qualité traitant du thème abordé ici, merci de compléter l'article en donnant les références utiles à sa vérifiabilité et en les liant à la section « Notes et références ».
Ralph Gibson est un photographe américain, né le 16 janvier 1939 à Los Angeles, aux États-Unis. Il réside à New York.

## Biographie

### Enfance
Ralph Gibson est le fils unique de Rita Vargas et C. Carter Gibson. Ils vivent à Los Angeles, à deux pas d’Hollywood et son père travaille chez Warner Bros. Pictures. Le cinéma fait donc partie de la vie quotidienne de la famille. Ralph Gibson a ainsi eu dans sa jeunesse quelques rôles de figuration dans des films de Nicholas Ray ou de Alfred Hitchcock (dont son père était devenu l’assistant) et avait l’habitude de fréquenter les plateaux.
En 1954, ses parents divorcent. Gibson entre alors en échec scolaire. En conséquence, il quitte l’école à l’âge de seize ans (en 1955) et prend un emploi de mécanicien pendant six mois, le temps d’attendre ses dix-sept ans : le jour même de son anniversaire (en 1956), il s’engage dans la Marine américaine.

### Apprentissage: l’U.S. Navy et San Francisco
Il est affecte à l’École navale de photographie basée à Pensacola, en Floride. Il y acquiert un bagage technique complet. Pour la Marine, il fait des portraits, des photos aériennes, des photos documentaires.
En plus de la photographie, il y apprend aussi les techniques pour réaliser des publications imprimées (ex.: négatifs en demi-teinte et plaques sensibles de similigravure). Il a l’impression pour la première fois de se réaliser pleinement - il cite d’ailleurs souvent l’anecdote suivante : lors de sa première traversée de l’Atlantique, lors d’un quart vers trois heures du matin, en pleine tempête, il a regardé la nuit et s’est exclamé : « Un jour je serai photographe ! »
Cette période dans la Marine lui permet de découvrir le monde. De plus, pendant les escales de son bateau à New York, il fréquente les clubs de jazz et assiste à des lectures de poésie d’Allen Ginsberg, Gregory Corso ou Jack Kerouac. Il termine son service en octobre 1959, 3 mois plus tôt que prévu.
Influencé par Sur la route de Jack Kerouac, il part en auto-stop à Los Angeles et y arrive quatre jours plus tard. Il pense alors s’inscrire à l’Art Center de cette ville pour y apprendre la photo commerciale ou la photo de mode. Mais lors d’un court séjour à San Francisco chez un ami, il fait la rencontre d’étudiants du San Francisco Art Institute (« fabuleuse, la soirée l’a été sans aucun doute ») et s’y inscrit (toujours pour y poursuivre des études photo).
En 1960, il s’installe à San Francisco dans un hôtel bon marché, au centre du quartier de North Beach. Il suit seulement deux semestres de cours : se sentant confirmé dans sa vocation, il croit que la meilleure façon de devenir photographe n’est pas de rester à l’école.
Paul Hassel, un de ses professeurs, le recommande alors à Dorothea Lange qui cherchait un assistant pour développer ses négatifs. Cette collaboration dure un an et demi, et il mène son travail personnel en parallèle. Pendant cette période initiale, il travaille avec un Rolleiflex acheté lors de son service militaire. Sa première exposition a lieu à la Photographers’ Roundtable (une des premières galeries de photo dans la région de San Francisco).

### Passage au petit-format
En 1961, un changement technique marquera la suite de sa carrière: il passe au petit-format 24x36, avec un Leica, outil qui lui donnait « la manière d’exprimer ce que je désirais ». Depuis, il n’a pas changé.
Malgré tout, il se sent à l’étroit à San Francisco (cette ville « me faisait de plus en plus l’effet d’un lieu où je viendrais écouler mes vieux jours »). Il décide en 1962 de retourner à Los Angeles pour se concentrer sur son aspiration initiale, le photojournalisme.

### Los Angeles
Ralph Gibson entame une carrière de photographe indépendant, mais il obtient peu de contrats. Il est malgré tout engagé pendant plusieurs mois par Cinerama Corporation, qui prépare l’exposition universelle de New York en 1964. Ses premières photos sont publiées en 1963 dans la revue Nexus (à San Francisco).
En 1965, sa mère meurt dans l’incendie du salon de beauté dans lequel elle travaille.
De 1965 à 1966, il travaille pour plusieurs graphistes en vogue. L’agence Kennedy Graphics lui passe une commande concernant le quartier du Sunset Strip à LA. Ceci aboutit à son premier livre, The Strip. Los Angeles lui faisant « l’effet d’une ville un peu primitive » qui ne lui convient pas, il déménage à la première occasion (automne 1966) à New York avec trois Leica et s’installe au Chelsea Hotel avec 200 dollars en poche.

### New York
Cette ville stimule son imagination, il la considère comme un paradis pour photographes. Il obtient de suite des contrats et fréquente des milieux de jeunes artistes. Au début de l’année 1967, il rencontre Robert Frank qui en fait son assistant pour son projet cinéma en cours : Me and my brother. En 1968, il fait la rencontre de Larry Clark et Mary Ellen Mark. Sa pratique photographique change profondément : il s’éloigne du reportage photographique et exprime désormais un rejet pour la photographie commerciale.
En 1977, il rencontre Mary Jane Marcasiano qui devient sa compagne et le sujet de nombre de ses photographies.
Attiré par des écrivains comme Marguerite Duras ou Jorge Luis Borges, par le nouveau roman, la musique atonale ou la poésie concrète, il se met à vivre la nuit et dormir le jour. Il considère maintenant que la photographie est l’instrument de son introspection : ses clichés prennent une tournure surréaliste et il décide de les réunir dans un livre, The Somnambulist. Mais il lui faut trois ans avant de réussir à le publier : en 1969, il rencontre plusieurs éditeurs avec une maquette terminée, mais refuse finalement les offres qu’on lui fait pour garder son autonomie éditoriale. Il crée alors sa propre maison d’édition, Lustrum Press. Cette dernière publie enfin The Somnambulist en 1970 (tirage de 3 000 exemplaires). L’accueil est enthousiaste, le succès immédiat : il est invité à donner ses œuvres, à prononcer des conférences.

### La reconnaissance
Ralph Gibson est maintenant connu et reconnu dans les cercles photographiques. Il utilise la somme d’argent gagnée avec The Somnambulist pour voyager à l’étranger. Il se rend en Europe en 1971 : il fait énormément de photos en France et en Angleterre et les inclut dans Déjà Vu, le second volume de sa Trilogie noire après The Somnambulist. La même année, Lustrum Press publie Tulsa de Larry Clark. Le dernier tome de la trilogie noire paraît en 1974 : Days at Sea.
Il est représenté au festival des Rencontres d’Arles à travers soirées et expositions en 1975, 1976, 1977, 1979, 1989 et 1994.
Il reçoit la mention du prix du Livre des Rencontres d’Arles en 1983 pour « Syntax ».
En 1988 grande exposition dans la galerie Mansart de la Bibliothèque Nationale (site Richelieu). Jean-Claude Lemagny lui consacre un article dans le numéro spécial des Cahiers de la Photographie.
En 2016, dix-sept ans après la rétrospective que lui consacre la Maison Européenne de la Photographie, Ralph Gibson revient à Paris et expose à la galerie Thierry Bigaignon une série inédite, grand format et toute en couleur intitulée « Vertical Horizon »,,.
En mars 2018, la galerie Bigaignon l’expose à nouveau  et présente quinze de ses photographies les plus iconiques revisitées en musique (morceaux composés et interprétés à la guitare par l’artiste lui-même).

## Expositions
Liste non exhaustive
- 1988 : Ralph Gibson - 1962-1988, commissariat Jean-Claude Lemagny, Bibliothèque nationale de France, Paris.
- 2017 : La Trilogie - 1970-1974, Pavillon populaire, Montpellier.
- 2020 : The Somnambulist, 50e anniversaire, Galerie Thierry Bigaignon, Paris, du 10 septembre au 31 octobre 2020[5].

### Livres de photographies
- 1967 : The Strip, Roger Kennedy Graphics, Los Angeles (ASIN B0007EN84Y)
- 1968 : The Hawk, Bobbs-Merrill, New York
- Black Trilogy :
  - 1970 : The Somnambulist, Lustrum Press, New York  (ISBN 0912810106)  (ISBN 0912810092)
  - 1973 : Déjà Vu, Lustrum Press, New York  (ISBN 0912810068)
  - 1975 : Days at Sea, Lustrum Press, New York  (ISBN 0912810157)
- 1983 : Syntax, Lustrum Press, New York  (ISBN 0912810394)
- 1986 : L’Anonyme, Aperture, New York  (ISBN 0893812498) & Contrejour, Paris
- 1987 : Tropism, Aperture, New York  (ISBN 0893812552) & Phaidon, Londres  (ISBN 0714825026) & Alinari, Florence
- 1988 :
  - In Situ, Ed. Navarin, France (ISBN 2-86827-056-6) édité erroné (BNF 37468513)
  - The Archive, Volume 24: Ralph Gibson: Early Works, Center for Creative Photography, Université d’Arizona, Tucson (ASIN B0007186R6)
- 1990 :
  - À propos de Mary Jane, Cahier des images, France  (ISBN 2859498990)
  - Chiaroscuro, Ed. Marval, Paris  (ISBN 2902067143) & Distributed Art Pub Inc  (ISBN 2862340456)
- 1991 : L’histoire de France, Aperture, New York & Paris audiovisuel, Paris  (ISBN 0893814717)
- 1992 : Bookworks: Four Projects, Ed. Galerie Antoine Candau, Paris
- 1993 : Women, Boca Raton Museum of Art  (ISBN 9994489410)
- 1994 :
  - The Spirit of Burgundy, Aperture, New York  (ISBN 0893815764)
  - L’Aire de Bourgogne, Altinea, Paris  (ISBN 2910684016)
  - Tropical Drift, The Murray and Isabella Rayburn Foundation, New York
- 1995 :
  - Infanta, Takarajima, New York & Tokyo  (ISBN 188348913X)
  - Pharaonic Light, Guild Hall, Southampton, New York
- 1996 : Lichtjahre/Light Years, Édition Stemmle, Zurich  (ISBN 3908162289)
- 1998 :
  - Overtones, Édition Stemmle, Zurich  (ISBN 390816110X)
  - Eric Fischl: Sculpture, Gagosian Gallery, New York  (ISBN 1880154188)
- 1999 :
  - Deus Ex Machina, Taschen, Cologne  (ISBN 3822866075)
  - Courant Continu, Ed. Marval, Paris  (ISBN 2862342750)
- 2001 : Ex Libris, powerHouse Books, New York  (ISBN 1576871002)
- 2004 : Light Strings, Chronicle Books, San Francisco  (ISBN 0811843246)
- 2005 :
  - Brazil, Damiani, Bologne  (ISBN 8889431121)
  - Refractions, Steidl Publishing, Allemagne  (ISBN 3865210791)
- 2006 :
  - Parcours, Au Pont des Arts, Paris  (ISBN 2916580018)
- 2012
  - Passé Imparfait, contrejour, Biarritz

### Études et cahiers critiques
- Jean-Claude Lemagny, « Ralph Gibson ou le tailleur de pierre », dans : L’Ombre et le temps. Essais sur la photographie comme art, 1988 p. 226-235. (repris des: ’Les cahiers de la photographie #22, Contrejour, Paris  (ISBN 0879920254))
- 1989 : Patrick Roegiers, « Ralph Gibson », dans Neuf entretiens avec des photographes, Paris Audiovisuel, 1989

### Autres publications
- 1966 : A.C.L.U. Agenda, American Civil Liberties Union, Los Angeles

## Prix
Liste non exhaustive
- 1983 : Prix du Livre des Rencontres de la photographie d'Arles
- 2021 : Prix Leica Hall of Fame à Ralph Gibson pour l’ensemble de son œuvre[6]
- 2007 : Lucie Award

## Distinctions
Liste non exhaustive
- 2002 : Commandeur des Arts et des Lettres en 2002. Chevalier en 1986
- 2018 : Chevalier de la Légion d’Honneur, remise par la Ministre de la Culture, Françoise Nyssen